# FIFA Confederations Cup 2001
De FIFA Confederations Cup 2001 was de vijfde editie van de FIFA Confederations Cup, die werd gehouden van 31 mei tot 10 juni 2001 in Zuid-Korea en Japan. Het toernooi werd beschouwd als de "generale repetitie" voor het Wereldkampioenschap 2002 dat een jaar later in Zuid-Korea en Japan werd gehouden. Frankrijk, destijds regerend wereldkampioen en Europees kampioen, won de FIFA Confederations Cup 2001.

## Deelnemende landen

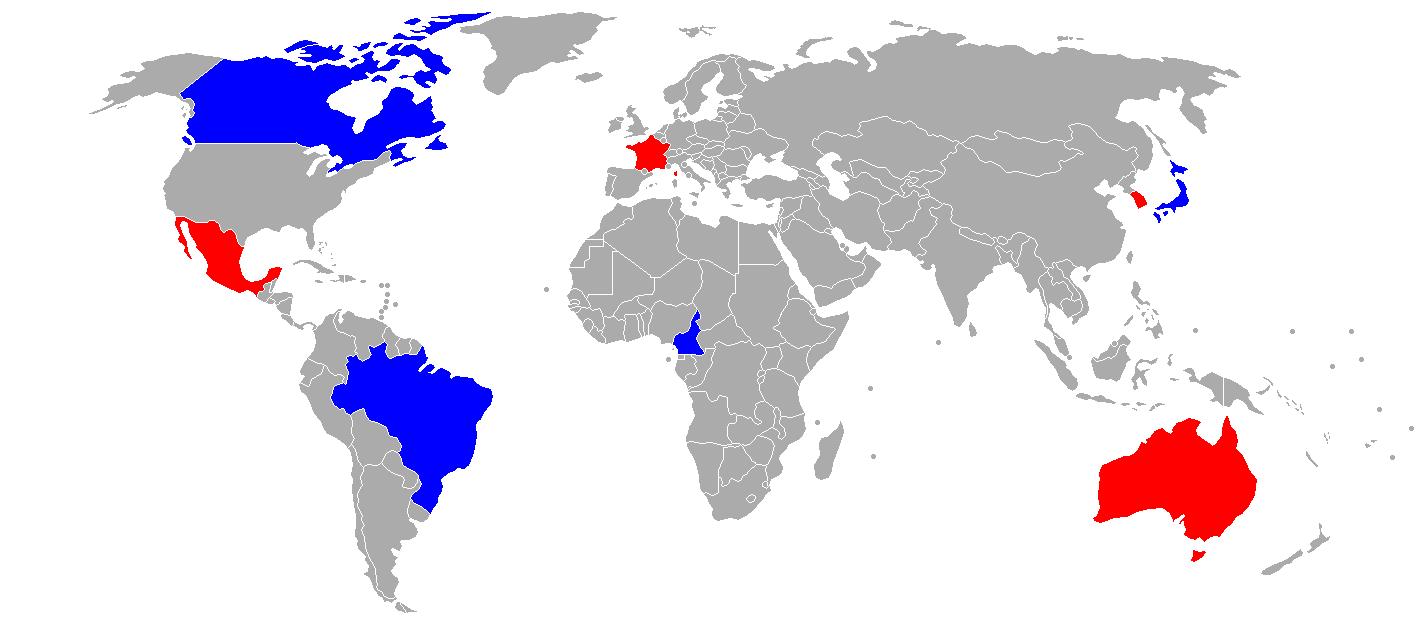
Overzicht van landen die deelnamen.
Groep A
Groep B

| Deelnemende landen (kwalificatie) |
| --- |
| Zuid-Korea (gastland) Japan (gastland en winnaar Azië Cup 2000) Canada (winnaar CONCACAF Gold Cup 2000) Brazilië (winnaar Copa América 1999) Frankrijk (winnaar EK 2000; winnaar WK 1998) Kameroen (winnaar Afrika Cup 2000) Australië (winnaar Oceanië Cup 2000) Mexico (titelhouder; winnaar FIFA Confederations Cup 1999) |

## Scheidsrechters
- Gamal Al-Ghandour
- Benito Archundia
- Ali Bujsaim
- Hellmut Krug

- Carlos Batres
- Hugh Dallas
- Jun Lu
- Simon Micallef

- Byron Moreno
- Kim Milton Nielsen
- Óscar Ruiz
- Felix Tangawarima

## Groepsfase

### Groep A
| Team       | Wed | W | G | V | DV | DT | Pnt |
| ---------- | --- | - | - | - | -- | -- | --- |
| Frankrijk  | 3   | 2 | 0 | 1 | 9  | 1  | 6   |
| Australië  | 3   | 2 | 0 | 1 | 3  | 1  | 6   |
| Zuid-Korea | 3   | 2 | 0 | 1 | 3  | 6  | 6   |
| Mexico     | 3   | 0 | 0 | 3 | 1  | 8  | 0   |

| 30 mei     |     |            |  |  |  |
| Frankrijk  | 5-0 | Zuid-Korea |  |  |  |
| Mexico     | 0-2 | Australië  |  |  |  |
| 1 juni     |     |            |  |  |  |
| Australië  | 1-0 | Frankrijk  |  |  |  |
| Zuid-Korea | 2-1 | Mexico     |  |  |  |
| 3 juni     |     |            |  |  |  |
| Frankrijk  | 4-0 | Mexico     |  |  |  |
| Zuid-Korea | 1-0 | Australië  |  |  |  |

### Groep B
| Team     | Wed | W | G | V | DV | DT | Pnt |
| -------- | --- | - | - | - | -- | -- | --- |
| Japan    | 3   | 2 | 1 | 0 | 5  | 0  | 7   |
| Brazilië | 3   | 1 | 2 | 0 | 2  | 0  | 5   |
| Kameroen | 3   | 1 | 0 | 2 | 2  | 4  | 3   |
| Canada   | 3   | 0 | 1 | 2 | 0  | 5  | 1   |

| 31 mei   |     |          |  |  |  |
| Brazilië | 2-0 | Kameroen |  |  |  |
| Japan    | 3-0 | Canada   |  |  |  |
| 2 juni   |     |          |  |  |  |
| Canada   | 0-0 | Brazilië |  |  |  |
| Kameroen | 0-2 | Japan    |  |  |  |
| 4 juni   |     |          |  |  |  |
| Brazilië | 0-0 | Japan    |  |  |  |
| Kameroen | 2-0 | Canada   |  |  |  |

## Halve finales
| 7 juni    |     |           |  |  |  |
| Japan     | 1-0 | Australië |  |  |  |
| Frankrijk | 2-1 | Brazilië  |  |  |  |

## Troostfinale
| 9 juni   |     |           |  |  |  |
| Brazilië | 0-1 | Australië |  |  |  |

## Finale
| 10 juni   |     |       |  |  |  |
| Frankrijk | 1-0 | Japan |  |  |  |

## Kampioen
| FIFA Confederations Cup 2001 |
| ---------------------------- |
| FRANKRIJK 1ste titel         |

## Topscorers
2 doelpunten
- Éric Carrière
- Shaun Murphy
- Robert Pirès
- Hwang Sun-Hong
- Takayuki Suzuki
- Patrick Vieira
- Sylvain Wiltord